# Retrato de joven (Rafael)
Retrato de joven es un cuadro de Rafael pintado alrededor de 1515, en el período romano del artista. Sustraído por los nazis en 1945, desde entonces se da por desaparecido. 
Se desconoce quién es el personaje representado, pero se especula que sea un autorretrato, sobre todo por el autorretrato detectado por Giorgio Vasari en "La escuela de Atenas".

## Descripción
En el cuadro se observa un busto de tres cuartos de un joven mirando al espectador con una boina negra que le cae hacia la nuca sobre su abundante cabello largo y ondulado que le cubre los hombros. Se trata de un hombre rico que lleva un manto de piel sobre su camisa blanca, que nos mira sentado en una habitación de paredes marrones en la que por una cornisa vemos un paisaje de árboles, lagos y una pequeña fortificación al fondo cerca de unas montañas.

## Historia
En 1798, Adam Jerzy Czartoryski lo compró en Venecia junto a La dama del armiño de Leonardo da Vinci y otras antigüedades romanas.
En 1939, Hans Frank, un nazi destinado en Polonia por Adolf Hitler, por principio de expoliación de Kunstschutz, la confiscó del Museo Czartoryski, junto con La dama del armiño y otro cuadro de Rembrandt. Estos cuadros decoraron su residencia, mas cuando fue arrestado por los aliados en 1945, se recuperaron los de Rembrandt y de Da Vinci, pero no el de Rafael, que se vio por última vez en 1945. Las fotografías que se conservan de la pintura son todas en blanco y negro y a veces se han solido colorear, con diversas técnicas, para recrear con más fidelidad el aspecto real de la obra. En 2012 surgió una noticia periodística sobre la presencia de la obra en una cámara de seguridad de un banco suizo, pero luego se aclaró que todo fue un engaño para atraer lectores. El marco original de esta pintura se ha solido exhibir en Cracovia, vacío, como testimonio de que la cuestión sigue irresuelta.

## Cultura popular
El cuadro aparece en el episodio 150 de The Simpsons, en la película The Monuments Men, en el video musical del cantautor británico Harry Styles y en el primer capítulo de la serie de Disney+ La Búsqueda: más allá de la historia.